# Grote geelpootruiter
De grote geelpootruiter (Tringa melanoleuca) is een vogel uit de familie Scolopacidae.

## Kenmerken
Zoals de naam al zegt is het een forse ruiter (36 cm) met heldergele poten. Hij is maar een beetje groter dan de kleine geelpootruiter Tringa flavipes en is daarvan in winterkleed maar moeilijk te onderscheiden. De grote geelpootruiter heeft een wat langere snavel die er naar neigt naar boven opgewipt te zijn, maar het beste onderscheidingspunt is de roep. T. melanoleuca heeft een drietonig roep, T. flavipes een tweetonige.

## Verspreiding en leefgebied
Beide vogelsoorten horen in de Nieuwe Wereld thuis. De grote geelpootruiter broedt voornamelijk van zuidelijk Alaska en westelijk Canada tot oostelijk Canada, overal waar drassige gebieden te vinden zijn en overwintert in geheel Zuid-Amerika maar ook wel aan de kust van de VS. 
Een enkele keer dwaalt de vogel weleens af naar Europa en is als toevallige gast ook in Nederland aangetroffen. Hij is een nauwe verwant van de in Europa thuishorende groenpootruiter T. nebularia.

## Afbeeldingen

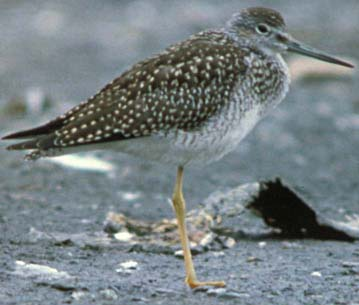